# Palacete do Gavião
O Palacete do Gavião é um palacete fundado no ano de 1860, localizado a dois quilômetros do município de Cantagalo, no estado do Rio de Janeiro. Foi construído no ano de 1860, com a ideia da construção do ramal férreo de Cantagalo à Nova Friburgo. A sede foi projetada por Carl Friedrich Gustav Waehneldt, mesmo arquiteto do Palácio do Catete.

## História
A edificação foi construída como uma das residências de António Clemente Pinto, pecuarista e traficante de escravos, (1° Barão de Nova Friburgo) na cidade de Cantagalo, no interior do estado do Rio de Janeiro, importante centro produtor de café da época colonial.
Projetada pelo alemão Waehneldt, os trabalhos terminaram em 1860. Com a a construção do palacete, o ramal férreo, utilizado principalmente para o transporte do café, fora também iniciado com a realização de António Clemente Pinto e concluída por seu filho Bernado Clemente Pinto Sobrinho. A estação Férrea estendeu-se de Muri à Portela, atravessando as terras dos Nova Friburgo.

## Características
A sede é um exemplo da arquitetura neoclássica do Brasil. O Palacete encontra-se a 2 km do centro da Cidade de Cantagalo e estende-se até chegar à Aldeia, sendo que do outro lado vai em direção a Cantagalo até a Caixa de Despejo.
O edifício encontra-se plantado numa colina, entre arvoredos, pomares e uma indústria de laticínios, representando uma atalaia perdida no deserto, guardando sonhos e esperanças dos antigos e poderosos senhores.
No interior do palacete ainda existem vestígios da belíssima pintura a óleo. Na sala de jantar, cuja decoração notavam-se peixes, aves e frutas,  feitas com perfeição por um notável pintor vindo de Paris, capital da França, para realizar o serviço.
Há na fazenda uma capela denominada Pedro II. Sobre o altar existe uma formosa imagem natural de Nossa Senhora da Conceição Aparecida e no centro existe um quadro emoldurado com a autorização escrita a punho por D. Pedro II e pelo Bispo de São Sebastião do Rio de Janeiro, permitindo que fossem rezadas missas no local. O documento data de 19 de junho de 1882. O imperador já chegou a pernoitar na propriedade.

## Atualidade
Atualmente o palacete encontra-se sob propriedade privada. Não está aberto a visitações. Em 2012, o atual proprietário da fazenda em que o palacete está situado, que havia sido condenado em entre os anos de 2004 e 2008 por trabalhadores em condição de escravidão na propriedade, foi obrigado a por parte da propriedade em leilão, no valor de sete milhões de reais, porém não houve compradores.
No ano de 2015, a propriedade sofreu um roubo de algum mobiliário e itens na sede da fazenda, informação confirmada pelo delegado da 153ª Delegacia de Polícia de Cantagalo.